# Lithuanian International 2001
Die Lithuanian International 2001 im Badminton fanden Anfang September 2001 statt.

## Sieger und Platzierte
| Disziplin    | Gold                                  | Silber                               | Bronze                                 |
| ------------ | ------------------------------------- | ------------------------------------ | -------------------------------------- |
| Herreneinzel | Johan Uddfolk                         | Aivaras Kvedarauskas                 | Kęstutis Navickas                      |
| Herreneinzel | Johan Uddfolk                         | Aivaras Kvedarauskas                 | Dmitry Miznikov                        |
| Dameneinzel  | Natalia Golovkina                     | Neringa Karosaitė                    | Erika Milikauskaitė                    |
| Dameneinzel  | Natalia Golovkina                     | Neringa Karosaitė                    | Kristina Dovidaitytė                   |
| Herrendoppel | Donatas Narvilas Johan Uddfolk        | Pawel Lenkiewicz Daniel Mitroszewski | Reinis Belasovs Andris Vavere          |
| Herrendoppel | Donatas Narvilas Johan Uddfolk        | Pawel Lenkiewicz Daniel Mitroszewski | Tomas Dovydaitis Kęstutis Navickas     |
| Damendoppel  | Neringa Karosaitė Erika Milikauskaitė | Margarita Miķelsone Kristīne Šefere  | Kristina Dovidaitytė Ugnė Urbonaitė    |
| Damendoppel  | Neringa Karosaitė Erika Milikauskaitė | Margarita Miķelsone Kristīne Šefere  | Danguolė Blevaitienė Jūratė Prevelienė |
| Mixed        | Dmitry Miznikov Natalia Golovkina     | Donatas Narvilas Neringa Karosaitė   | Saulius Butkus Jūratė Prevelienė       |
| Mixed        | Dmitry Miznikov Natalia Golovkina     | Donatas Narvilas Neringa Karosaitė   | Pawel Lenkiewicz Egidija Laurisaite    |